# Neottianthe cucullata
Neottianthe cucullata là một loài thực vật có hoa trong họ Lan. Loài này được (L.) Schltr. mô tả khoa học đầu tiên năm 1919.